# Каландадзе, Георгий
Георгий Каландадзе (груз. გიორგი კალანდაძე; род. 24 июня 1980) — грузинский бригадный генерал в отставке, начальник Объединённого штаба Вооружённых сил Грузии с 8 октября по 11 ноября 2012 года.

## Карьера
Каландадзе учился в Кадетском корпусе Министерства обороны Грузии с 1995 по 1997 год и в Объединённой военной академии Министерства обороны с 1997 по 2001 год. Прошёл дополнительное обучение в США в 2005 году и в Эстонии в 2007 году. С 2007 по 2009 год был командиром 4-й пехотной бригады, которая понесла самые тяжёлые потери среди всех грузинских воинских частей во время российско-грузинской войны в 2008 году.
В 2009 году Каландадзе был назначен заместителем командующего Сухопутными войсками Грузии и стал первым заместителем начальника Объединённого штаба. Одновременно с 2010 по 2011 год исполнял обязанности командующего сухопутными войсками. В октябре 2012 года президент Грузии Михаил Саакашвили назначил его начальником Объединённого штаба вооружённых сил Грузии. Назначение произошло через неделю после того, как Единое национальное движение Саакашвили потерпело поражение на парламентских выборах. Критики назвали продвижение Каландадзе «политическим решением». Грузинские СМИ предположили, что это назначение, вероятно, будет пересмотрено новым правительством коалиции «Грузинская мечта», которое поддержало кандидатуру Вахтанга Капанадзе, ветерана-офицера и бывшего начальника Генерального штаба Вооружённых сил Грузии (2004—2005).

## Арест и увольнение
В ноябре 2012 года Каландадзе был ненадолго арестован новым правительством Грузии по уголовным обвинениям, связанным с превышением должностных полномочий в двух отдельных случаях и незаконным заключением. Он был освобождён под залог и, несмотря на поддержку президента Саакашвили, отстранён от должности решением суда 11 ноября 2012 года. Партия Саакашвили ЕНД заявила, что преследование Каландадзе было политически мотивированным, поскольку новый министр обороны «не смог заменить его своим лояльным человеком». В связи с этими событиями запланированный визит Военного комитета НАТО в Грузию был отложен и не состоится до февраля 2014 года.
После увольнения Каландадзе уехал из Грузии. В 2014 году вызвался консультировать военных Украины во время войны на Донбассе.
В декабре 2021 года Георгий Каландадзе был арестован в аэропорту Берлина. Генеральная прокуратура Грузии намерена ходатайствовать об экстрадиции Каландадзе, на родине ему грозит от 14 до 17 лет тюрьмы по обвинению в пытках и незаконном лишении свободы подозреваемого.

## Награды
Каландадзе награждён Президентским орденом «Сияние» (2012), Орденом Вахтанга Горгасали 1 степени (2010), Орденом Чести (2010) и несколькими медалями Министерства обороны.